# John Lothrop Motley

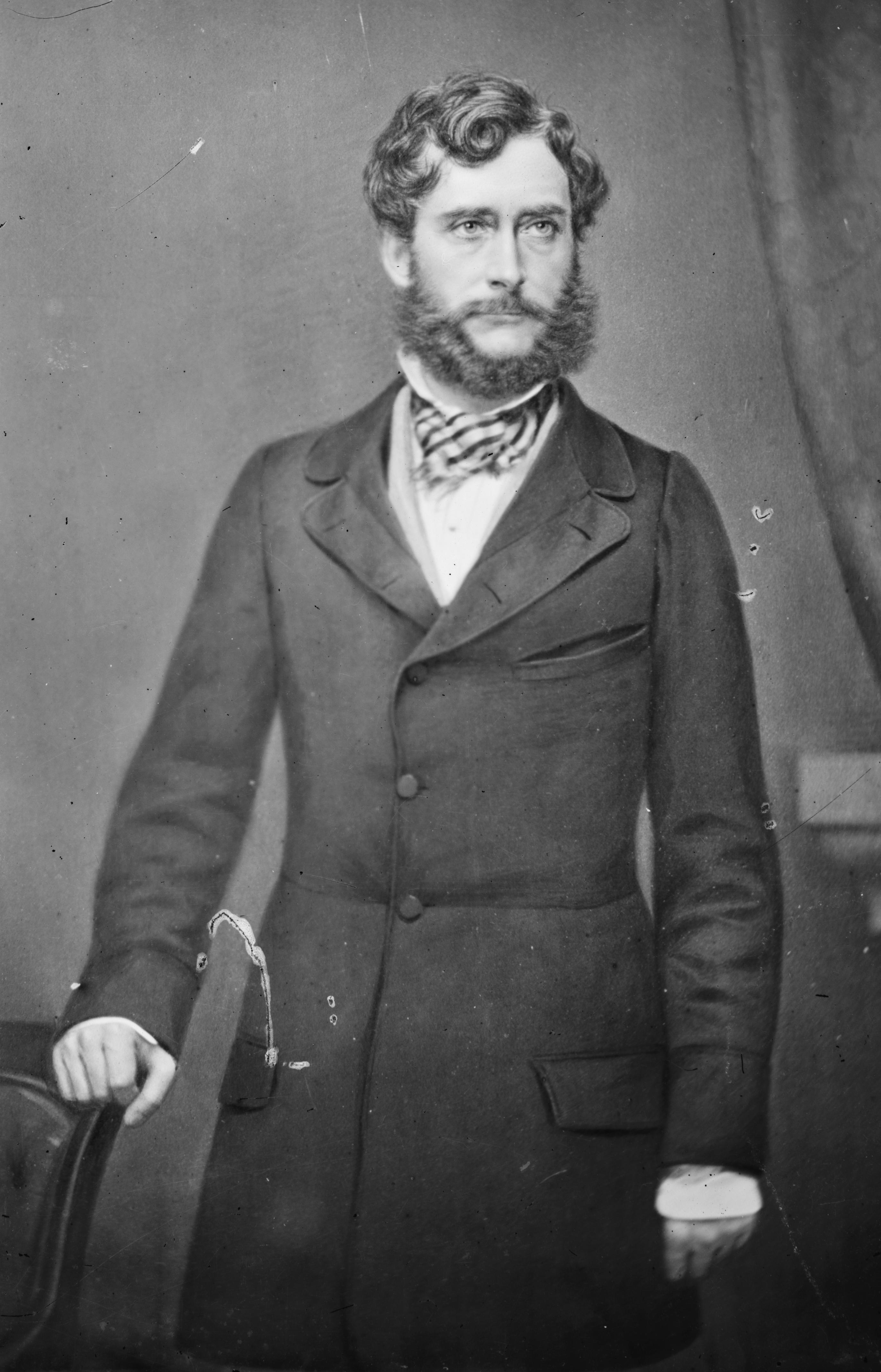
John Lothrop Motley

John Lothrop Motley (15 april 1814 - 29 mei 1877) was een Amerikaanse historicus.

## Jeugd en opleiding
Hij was de zoon van Thomas Motley, geboren in Dorchester (nu een wijk van Boston, Massachusetts). Hij ging naar de Round Hill School, de Boston Latin School, en Harvard, waar hij in 1831 afstudeerde.  Hij groeide op in Dedham, Massachusetts, dicht bij de plaats waar nu de Noble and Greenough school zich bevindt.  Later studeerde hij aan de Georg-August-Universität in Göttingen; daar raakte hij bevriend met Otto von Bismarck.  Later studeerde hij aan de Friedrich-Wilhelm-Universität in Berlijn.  Na enige tijd Europa rondgereisd te hebben ging hij in 1834 terug naar Amerika, waar hij zijn rechtenstudie voortzette.

## Vroege loopbaan
In 1837 trouwde hij met Mary Benjamin, een zuster van Park Benjamin.  In 1839 schreef hij anoniem een roman met de titel Morton's Hope, or the Memoirs of a Provincial.  In 1841 kwam hij in diplomatieke dienst als secretaris van de ambassade in Sint-Petersburg, Rusland, maar hij nam al na drie maanden zijn ontslag.  Hij keerde terug naar Amerika en kort daarna begon definitief aan een loopbaan als schrijver.  Hij schreef een aantal historische en kritische artikelen voor het North American Review, waaronder een opmerkelijk artikel over de Polity of the Puritans, en in 1849 schreef hij een tweede roman (ook anoniem), getiteld Merry Mount, a Romance of the Massachusetts Colony, ook gebaseerd op de vreemde geschiedenis van Thomas Morton en Merrymount.

## Geschiedschrijving over Nederland
Omstreeks 1846 begon hij aan een plan om een geschiedenis van Nederland te schrijven, met name over de periode van de Republiek der Zeven Verenigde Nederlanden. In 1851 ging hij naar Europa, omdat hij het beschikbare onderzoekmateriaal in Amerika onvoldoende vond. De volgende vijf jaar doorzocht hij de archieven in Dresden, Brussel en Den Haag. In 1856 verscheen The Rise of the Dutch Republic (in 1859 door Reinier Cornelis Bakhuizen van den Brink vertaald als De opkomst van de Nederlandsche republiek), dat snel erg populair werd. Het werd vele malen herdrukt, en naast in het Nederlands in het Frans, Duits en Russisch vertaald. In 1860 verschenen de eerste twee delen van zijn vervolg, The United Netherlands ("De Verenigde Nederlanden"). Dit was een werk op grotere schaal, waarin de resultaten van een grote hoeveelheid van zijn onderzoek verwerkt waren.  Door de uitgave van een derde en vierde deel, in 1867, liep dit werk tot het begin van Twaalfjarig Bestand van 1609.

### Nederlandse 19e-eeuwse kritieken
In Nederland werd Motleys werk verdeeld ontvangen, vooral omdat hij de beschrijving van het Nederlandse streven naar onafhankelijkheid op een voor protestanten vleiende manier beschreef. Mogelijk werd hij beïnvloed door zijn eigen puriteinse achtergrond en de recente bedreiging van de 73 jaar oude Amerikaanse onafhankelijkheid (1783) door de Britse en Spaanse koninkrijken met de Oorlog van 1812, tijdens welke Motley geboren werd; dit zou zijn vereenzelviging met de protestantse, naar onafhankelijkheid strevende Nederlandse republikeinen verklaren. Geschiedschrijvers zoals de gereformeerde Guillaume Groen van Prinsterer (die door Motley uitvoerig in zijn werk wordt geciteerd) en de liberale Bakhuizen van den Brink (die The Rise of the Dutch Republic vertaald had) beoordeelden hem zeer positief: "Het werk van Motley komt mij voor een zoo degelijken grondslag te leggen voor de geschiedenis van de wording van het Gemeenebest der Vereenigde Nederlanden, dat het bijna pligt wordt alles bij te dragen wat men zelf bezit om op dien grondslag voort te bouwen." De vermaarde liberale historicus Robert Fruin was een stuk kritischer over Motleys neiging om "feiten" te bedenken als daardoor het verhaal interessanter zou worden. Maar hij bewonderde wel Motleys talenten als schrijver, en concludeerde dat hij het "werk als geheel" toch nog steeds positief beoordeelde, al vereiste het nog "aanvulling en verbetering". De humanistische Johannes van Vloten was echter uiterst kritisch, en richtte zich in het voorwoord van zijn boek Nederlands opstand tegen Spanje 1575-1577 (1860) tot Fruin: "...omtrent de juiste waardeering van Motleys arbeid (...), ben ik het minder met ulieder overgunstig oordeel eens. (...) Voortbouwen nu kan men op Motley['s "grondslag"] niet; daartoe zijn - het weinige daargelaten, wat hij hier en daar uit Groens Archives en Gachards Correspondances, overgenomen heeft - daartoe zijn zijne voorstellingen in 't algemeen te verouderd." Van Vloten waardeerde het dat Motley trachtte om de geschiedenis van Nederland onder de aandacht van een Engelstalig publiek te brengen, maar zijn gebrek aan kennis van het Nederlands belette hem de nieuwste inzichten onder Nederlandse historiografen te onderzoeken, deed hem neigen naar partijdigheid vóór de protestanten en tegen de katholieken. Van Vloten spreekt dan ook tegen dat Motley een 'degelijke grondslag' zou hebben gelegd. De katholieke geschiedschrijver Willem Nuyens heeft in Geschiedenis der nederlandsche beroerten in de XVIe eeuw (1867) al helemaal geen goed woord voor Motley over. Hij deelde de kritiek van Fruin en vooral van Van Vloten dat Motley de feiten 'verwringt', 'verdraait' en 'schildert naar fantazie' als dat Filips II, de Spanjaarden of de katholieken slechter of de Nederlandse opstandelingen of protestanten beter uitkomt, en Nuyens verweet hem een roman te schrijven in plaats van een geschiedenisboek.

## Latere loopbaan
Kort na het begin van de Amerikaanse Burgeroorlog, in 1861, schreef Motley twee ingezonden stukken naar The Times waarin hij het Federale standpunt verdedigde.  Die artikelen werden later herdrukt onder de titel Causes of the Civil War in America ("Oorzaken van de burgeroorlog in Amerika"). President Lincoln las die artikelen en reageerde er positief op.
Ten dele dankzij deze artikelen werd Motley benoemd in 1861 tot ambassadeur in Oostenrijk, een ambt dat hij met succes uitoefende tot 1867. Twee jaar later werd hij benoemd tot ambassadeur in Londen, maar in november 1870 werd hij teruggeroepen door President Grant.  Daarna woonde hij kort in Nederland, en verhuisde weer naar Engeland, waar zijn werk Life and Death of John Barneveld ("Het leven en sterven van Johan van Oldenbarnevelt") verscheen in twee delen, in 1874.  Wegens slechte gezondheid kon hij naderhand zijn literair werk niet voortzetten. Hij stierf in Frampton Court, dicht bij Dorchester,  Dorset in Engeland. Hij werd begraven in Kensal Green Cemetery, Londen.
Motley was ontegenzeggelijk een historicus van groot talent.  Hij vertelde het verhaal van een opwindende periode in de wereldgeschiedenis, besteedde uitgebreid aandacht aan het karakter van de hoofdpersonen, en beschreef nauwkeurig de details van de gebeurtenissen.

## Werken van Motley
- Morton's Hope, or the Memoirs of a Provincial, 1839
- Merry Mount, a Romance of the Massachusetts Colony, 1849
- The Rise of the Dutch Republic, 3 delen, 1856
  - Nederlandse vertaling onder toezicht van Reinier Cornelis Bakhuizen van den Brink: De opkomst van de Nederlandsche republiek, 4 delen (?), 1859.
- History of the United Netherlands, 4 delen, 1860–67
- The Life and Death of John of Barneveld, 2 delen 1874

## Zie verder
- Oliver Wendell Holmes, Sr., John Lothrop Motley: A Memoir, 1879
- G. W. Curtis, ed., The Correspondence of John Lothrop Motley, 1889
- Levin, David, History as a Romantic Art: Bancroft, Prescott, Motley, and Parkman, 1959
- J. Guberman, The Life of John Lothrop Motley, 1973
- G.H. Joost Baarssen, America's True Mother Country? Images of the Dutch in the Second Half of the Nineteenth Century, 2014. ISBN 3-643-90492-4
- Jaap Verheul, De Atlantische pelgrim. John Lothrop Motley en de Amerikaanse ontdekking van Nederland, 2015, ISBN 9789089534750

- Bibsys: 90289583
- Biblioteca Nacional de España: XX1373249
- Bibliothèque nationale de France: cb13486789w (data)
- Biografisch Portaal: 61041406
- CiNii: DA01720366
- Digitale Bibliotheek voor de Nederlandse Letteren: motl001
- Gemeinsame Normdatei: 118785125
- International Standard Name Identifier: 0000 0001 1023 8643
- Library of Congress Control Number: n50006655
- National Archives and Records Administration: 10582195
- Nationale Bibliotheek van Tsjechië: jx20060227006
- Nationale bibliotheek van Australië: 35365697
- Nationale Bibliotheek van Israël: 987007298704505171
- Nederlandse Thesaurus van Auteursnamen: 069942404
- Istituto Centrale per il Catalogo Unico: SBLV096685
- LIBRIS: 286075
- SNAC: w6zc871p
- Système universitaire de documentation: 050495062
- Trove: 927014
- Virtual International Authority File: 32150379
- WorldCat: E39PBJfGTMhWTQcxg4rbgbP84q